# Lillsjöbadet

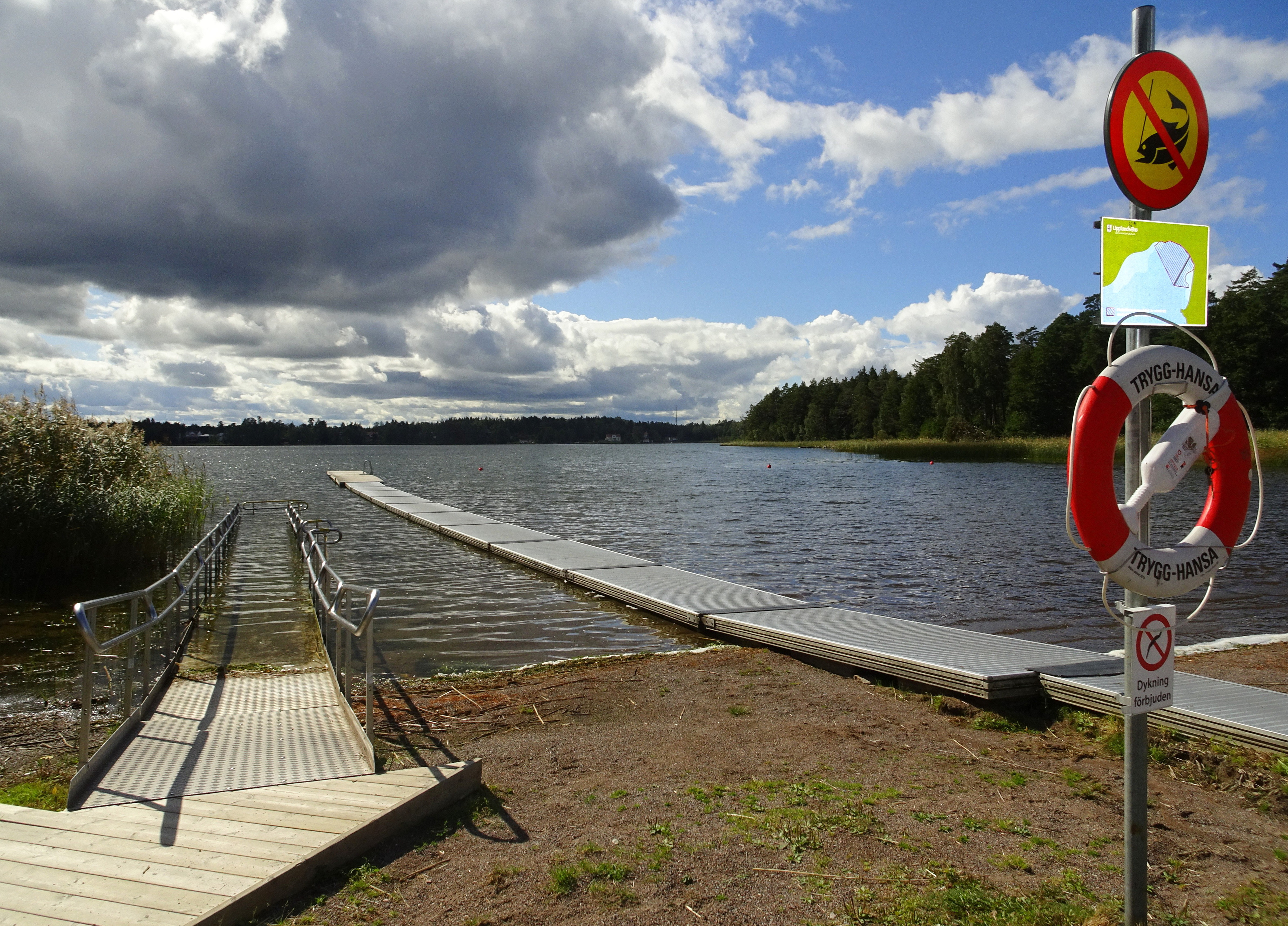
Lillsjöbadet i augusti 2018.

Lillsjöbadet är ett strandbad vid Lillsjön i Upplands-Bro kommun, Stockholms län. Badet drivs av kommunen och är en del av Lillsjön-Örnässjöns naturreservat.

## Beskrivning
Lillsjöbadet har en cirka 60 meter lång sandstrand med ett stort friluftsområde intill. I sjön finns ett hopptorn, en badbrygga och en tillgänglighetsramp. Till anläggningen hör en dansbana med scen, toaletter, beachvolleyboll, boule, bangolf, frisbeegolf, lekplats, kanotuthyrning och grillplatser, därav ett tillgänglighetsanpassat grillhus. Till Lillsjöbadet hörde en cafébyggnad som brann ner i maj 2018. 
Under 2021 upprustas badet, och en ny friluftsgård med café byggs. Detta beräknas bli färdigt våren 2022.

## Bilder

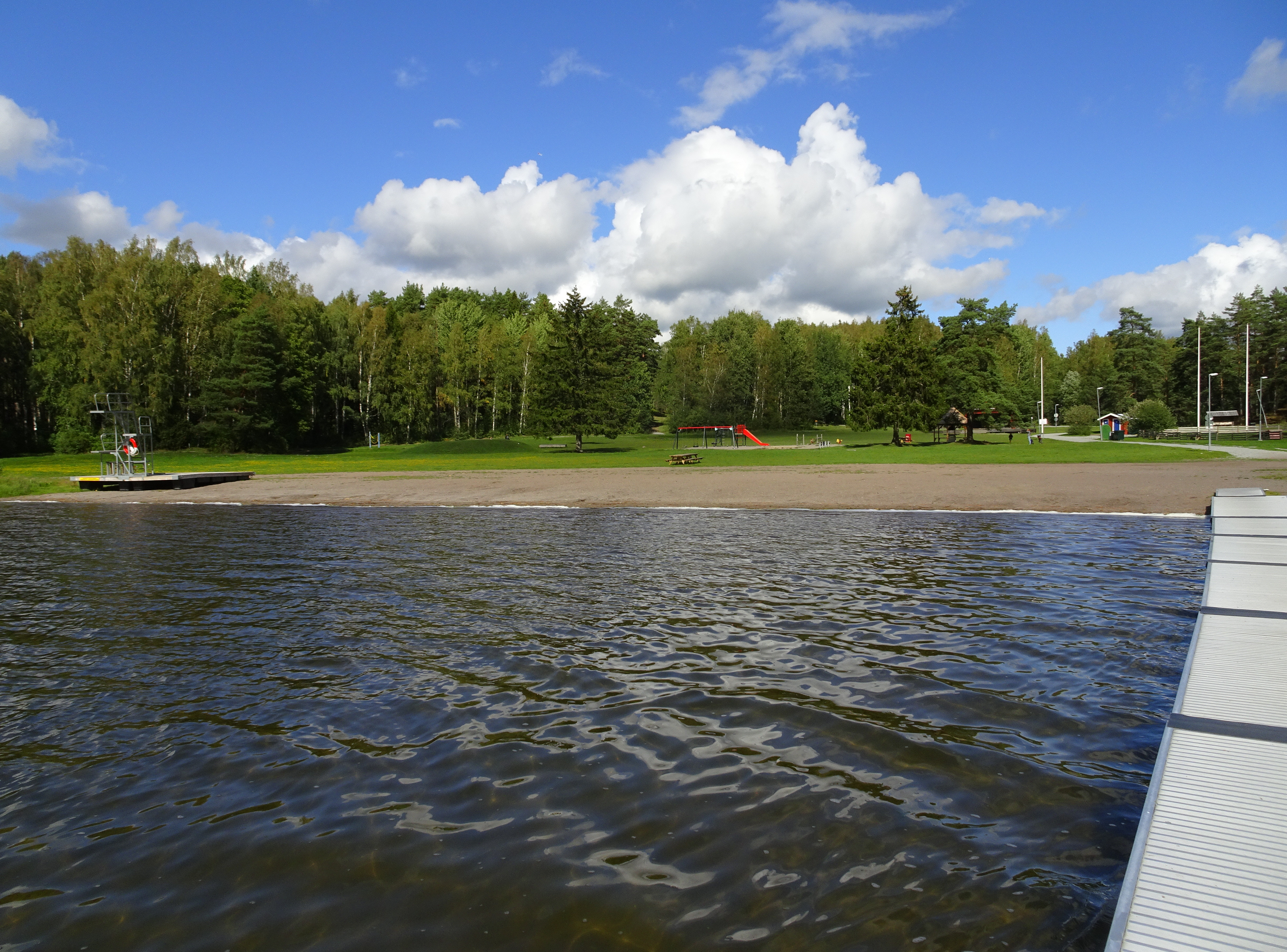
Stranden
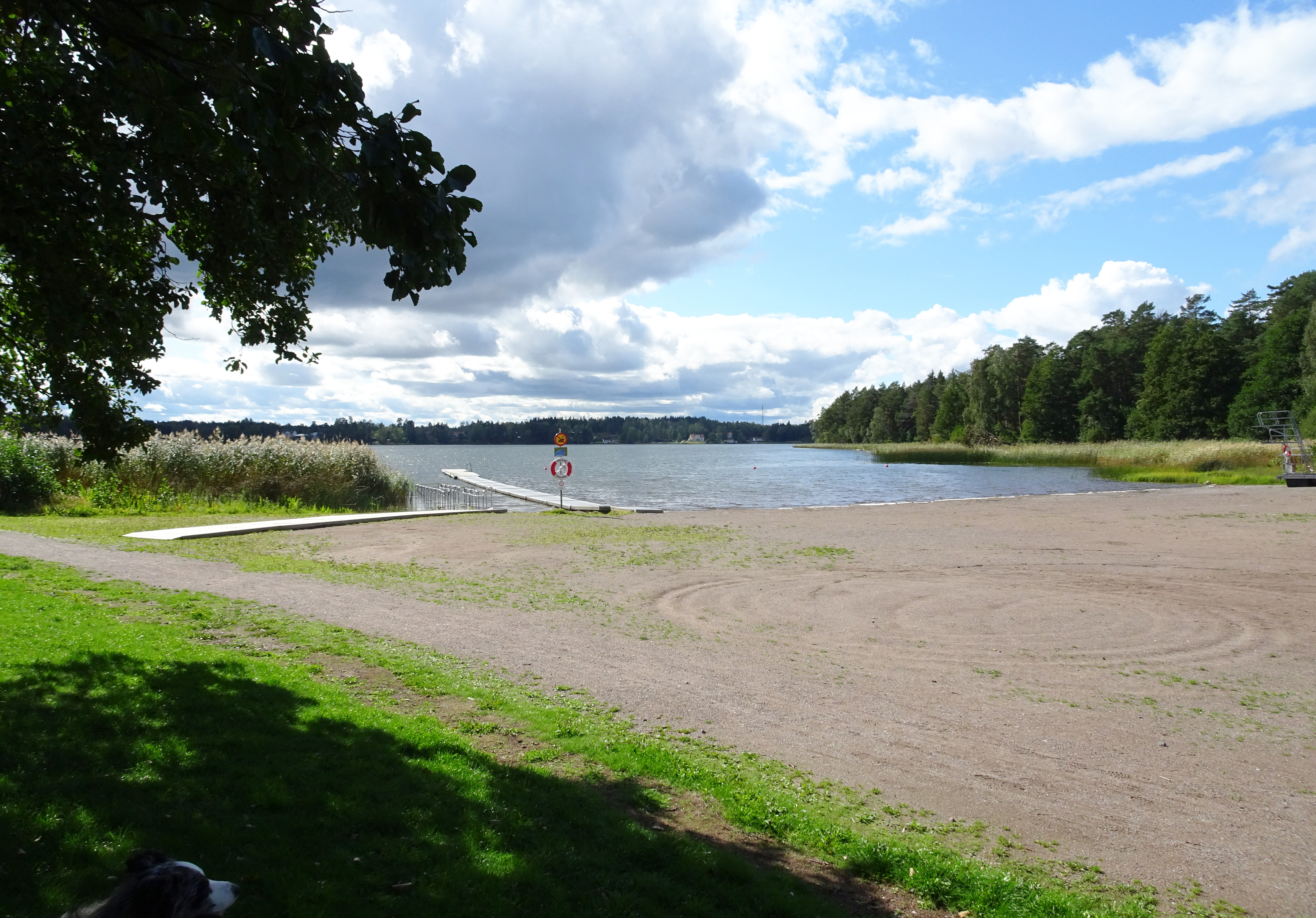
Stranden
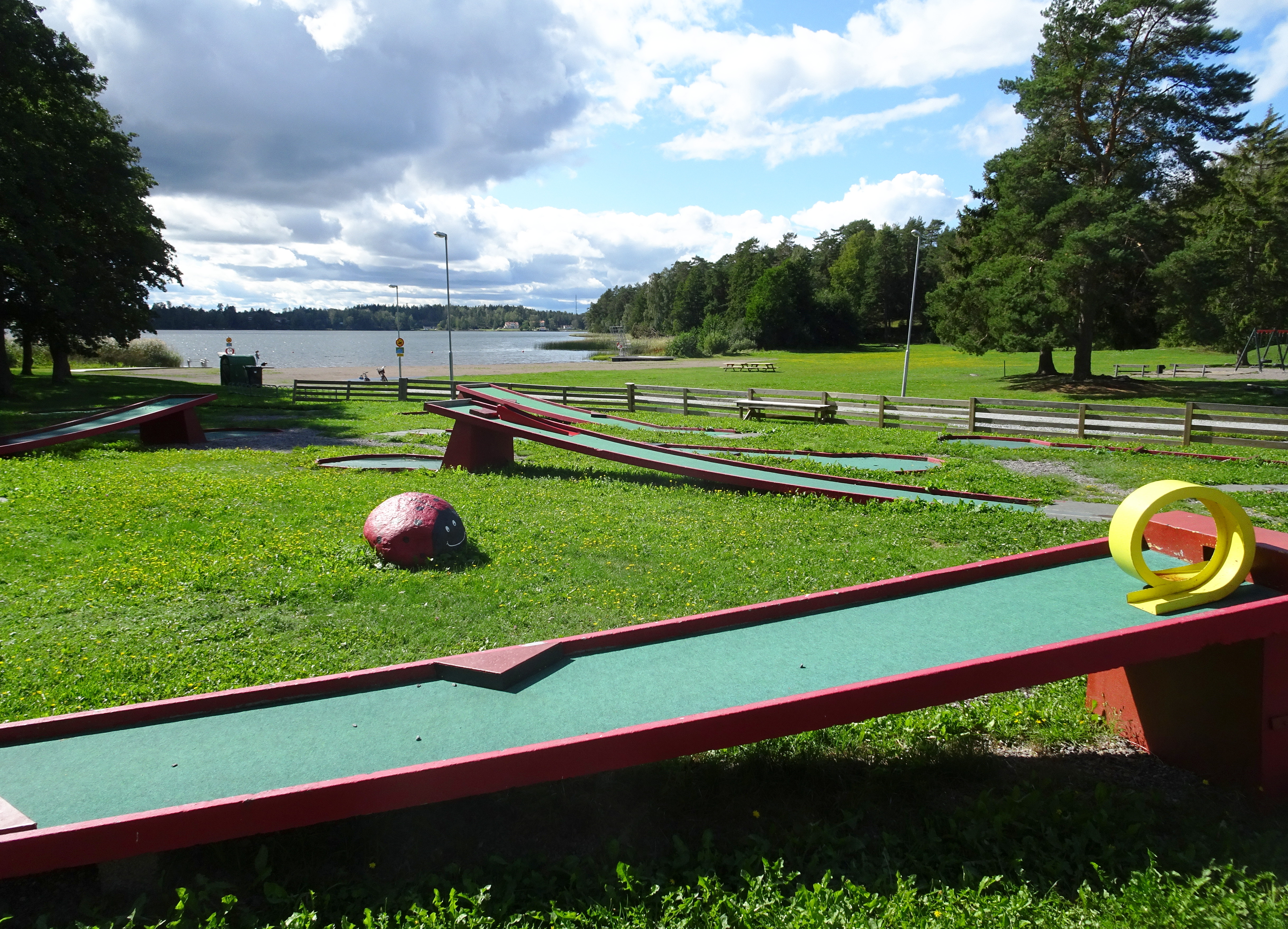
Bangolf
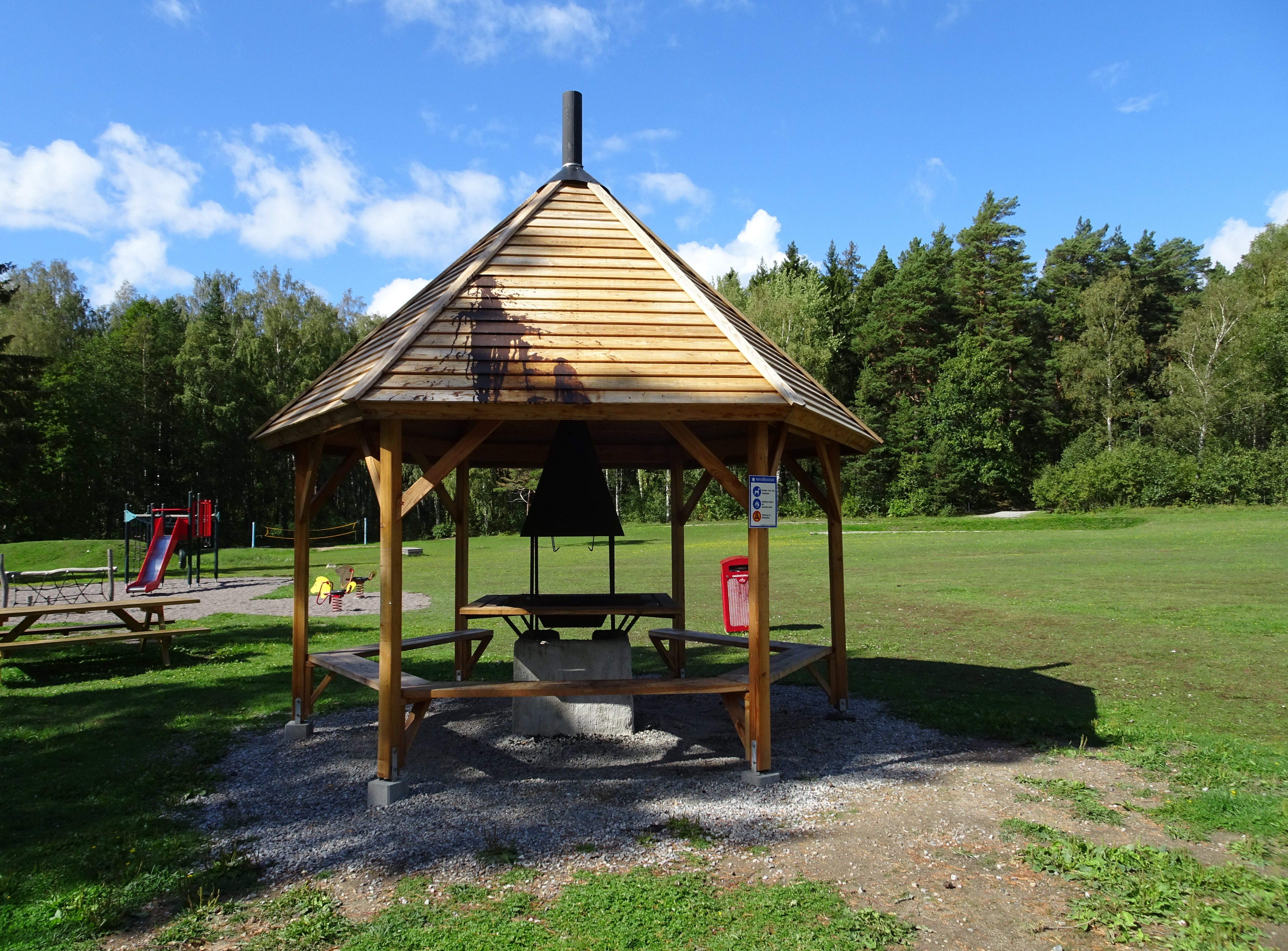
Grillhus